# Ahmed Taleb Ibrahimi
Ahmed Taleb Ibrahimi né le 5 janvier 1932 à Sétif, est un médecin et homme politique algérien.
Il occupe plusieurs fonctions ministérielles de 1965 à 1988, dont les Affaires étrangères de 1982 à 1988. Il a été président du parti Wafa non agréé et candidat à la présidentielle de 1999.
Il est le fils de Mohamed Bachir El Ibrahimi.

## Biographie
Il vit à Tlemcen de début 1933 à juillet 1945, avec une interruption entre août 1941 et octobre 1942 pour rejoindre son père en résidence surveillée à Aflou. Il est scolarisé à Dar El Hadith, la madrassa fondée par son père à Tlemcen, de 1943 à 1945, puis à l'école Maïmonide, un lycée privé juif de la casbah d'Alger, de 1945 à 1948 et à l'université d'Alger (d'abord en PCB, puis en médecine), de 1949 à 1954. Il participe à la fondation de l'organe francophone de l'Association des oulémas musulmans algériens, le journal Le jeune musulman, qu'il anime de 1952 à 1954. Ce journal a pour mission d'éclairer la jeunesse algérienne. Plusieurs personnalités l'aident dans son travail comme Ahmed Taoufik El Madani, Mostefa Lacheraf, Malek Bennabi, Mohand Cherif Sahli et Amar Ouzegane. 
En 1954, il s'inscrit en 5ème année à la faculté de médecine de Paris, où il passe avec succès le dernier examen théorique en mai 1955. En France, il milite pour la fondation de l’Union générale des étudiants musulmans algériens (UGEMA). Ahmed Taleb Ibrahimi préside l'UGEMA du 14 juillet 1955 au 30 mars 1956, date à laquelle il rejoint le comité fédéral de la fédération de France du FLN. Au sein de cette dernière, Ahmed Taleb est chargé de la liaison avec Alger, Tunis, Le Caire et Rabat. Le 26 février 1957, il est arrêté par la DST dans l'appartement de Brahim Sidi Ali Mebarek au 10 bis rue Anatole-de-La-Forge, où il a rendez-vous avec Mohamed Lebjaoui (ar) (arrêté quelques minutes plus tard), Salah Louanchi (arrêté le lendemain) et Taïeb Boulahrouf,,,. De ce fait, il n'honore pas son rendez-vous avec Jean-Marie Mayeur, prévu le même jour. Après vingt-quatre heures dans les locaux de la DST, rue des Saussaies, et une nuit au dépôt de la Conciergerie, il est écroué le 28 février à la prison de Fresnes. Le 5 novembre, il est transféré à la prison de la Santé. En novembre 1958, il est renvoyé à Fresnes. Le 5 août 1961, Le Monde publie une tribune de Claude Roy exigeant sa libération. Le 8 septembre 1961, après quatre ans et demi de détention provisoire, il est libéré. Au lieu de se rendre à Poitiers, ou il est assigné à résidence, il est pris en charge par les réseaux de soutien du FLN, qui l'exfiltre vers Tunis, via Bruxelles, Düsseldorf, Cologne et Genève.
Lors du mandat du président Ahmed Ben Bella, il est arrêté à la suite des déclarations de son père, il reste huit mois en prison. Il est libéré après le coup d'État du 19 juin 1965.
Au temps du président Houari Boumédienne et de Chadli Bendjedid, Il fut ministre au gouvernement algérien notamment à l'Éducation (1965-1970), à l'Information et à la Culture (1970-1977) et aux Affaires étrangères (1982-1988). De 1977 à 1982 il occupe la fonction de ministre-conseiller auprès des présidents Boumediène et Bendjedid, un poste crée sur mesure pour lui, comme il l'explique dans ses mémoires. En effet, le président Boumèdiene instaure cette fonction le refus d'Ahmed Taleb Ibrahimi d'être ministre de la Justice. Il est connu pour être un défenseur de la langue arabe et de l'islam qu'il voulut considérer comme principaux référents identitaires en Algérie. 
Malgré son retrait du scrutin, il arrive deuxième de l'élection présidentielle algérienne de 1999, remportée par Abdelaziz Bouteflika. Pour l'élection présidentielle algérienne de 2004, après le rejet de sa candidature, il apporte son soutien à Ali Benflis.
Le 8 octobre 2017, il appelle, conjointement avec Ali Yahia Abdennour et Rachid Benyelles, à déclarer l'état d'incapacité du président Bouteflika, victime d'un AVC.
Le 18 mai 2019, dans le contexte manifestations de 2019 en Algérie, il appelle, conjointement avec Ali Yahia Abdennour et Rachid Benyelles, à reporter l'élection présidentielle algérienne de 2019, et à lancer un dialogue entre l'armée et les représentants des manifestants pour mettre en place une transition,. Le 22 mai, Taleb Ibrahimi appelle à l'application des articles 7 et 8 de la Constitution, et au respect de la « légalité objective » au détriment de la « légalité formelle ». En juillet 2019, il refuse de faire partie du panel de dialogue mis en place par le pouvoir.
Le 15 octobre, plusieurs personnalités, dont l'ancien chef du gouvernement Ahmed Benbitour, l'ancien ministre des Affaires étrangères Ahmed Taleb Ibrahimi, l'ancien ministre de la Culture Abdelaziz Rahabi et l'ancien ministre de l'Éducation Ali Benmohamed, de même que les avocats Ali Yahia Abdennour et Abdelghani Badi, et les universitaires Nacer Djabi et Louisa Dris-Aït Hamadouche, appellent à « une nouvelle lecture de la réalité », avec des mesures d'apaisement, d'ouverture démocratique, au départ des dignitaires du régime, ainsi qu'à la tenue de la présidentielle après un dialogue.
Le 10 décembre, 19 personnalités, dont Taleb Ibrahimi, l'opposant Mostefa Bouchachi, Ali Benmohamed, Abdelaziz Rahabi, Ali Yahia Abdenour, Ahmed Benbitour, Abdelghani Badi, ainsi que Nacer Djabi et Louisa Dris-Aït Hamadouche, appellent à ne pas empêcher ceux qui veulent voter de le faire.
Le 13 janvier 2020, il reçoit la visite du président Abdelmadjid Tebboune où ce dernier a évoqué la question « du changement global qu’il a commencé à mettre en œuvre avec le projet de révision de la Constitution ». Ibrahimi a exprimé « ses vœux de réussite au chef de l’État » puis « il a exposé ses idées pour l'avenir » indique un communiqué de la présidence.

## Prises de position
Défenseur du nationalisme algérien, Ahmed Taleb Ibrahimi affirme que contrairement à ce que d'autres ont affirmé, la population algérienne n'est pas composée d'Arabes et de Berbères mais est issue du brassage ethnique entre les deux groupes.

## Publications
- Lettres de prison : 1957-1961, Alger, Éditions nationales algériennes, 1966, 189 p.
- De la décolonisation à la révolution culturelle : 1962-1972, Alger, SNED, 1973, 228 p.
- Ahmed Baghli (préf. Ahmed Taleb Ibrahimi), Un maître de la peinture algérienne : Nasreddine Dinet, Alger, SNED, 1977, 99 p.
- Mémoires d'un Algérien, t. I : Rêves et épreuves (1932 - 1965), Alger, Casbah Éditions, 2006, 251 p. (ISBN 9961-645-79-0).  [extraits]
- Mémoires d'un Algérie, t. II : La passion de bâtir (1965-1978), Alger, Casbah Éditions, 2008, 525 p. (ISBN 9961-647-34-3)

## Note et références

### Note
1. ↑  Ministre conseiller du Président de la République du 23 avril 1977 au 8 mars 1979, ministre conseiller auprès du Président de la République du 8 mars 1979 au 15 juillet 1980.